# Бяло какаду
Бялото какаду (Cacatua alba) е вид птица от семейство Какадута (Cacatuidae). Видът е застрашен от изчезване.

## Разпространение
Видът е разпространен в Индонезия.